# Begräbnis mit militärischen Ehren

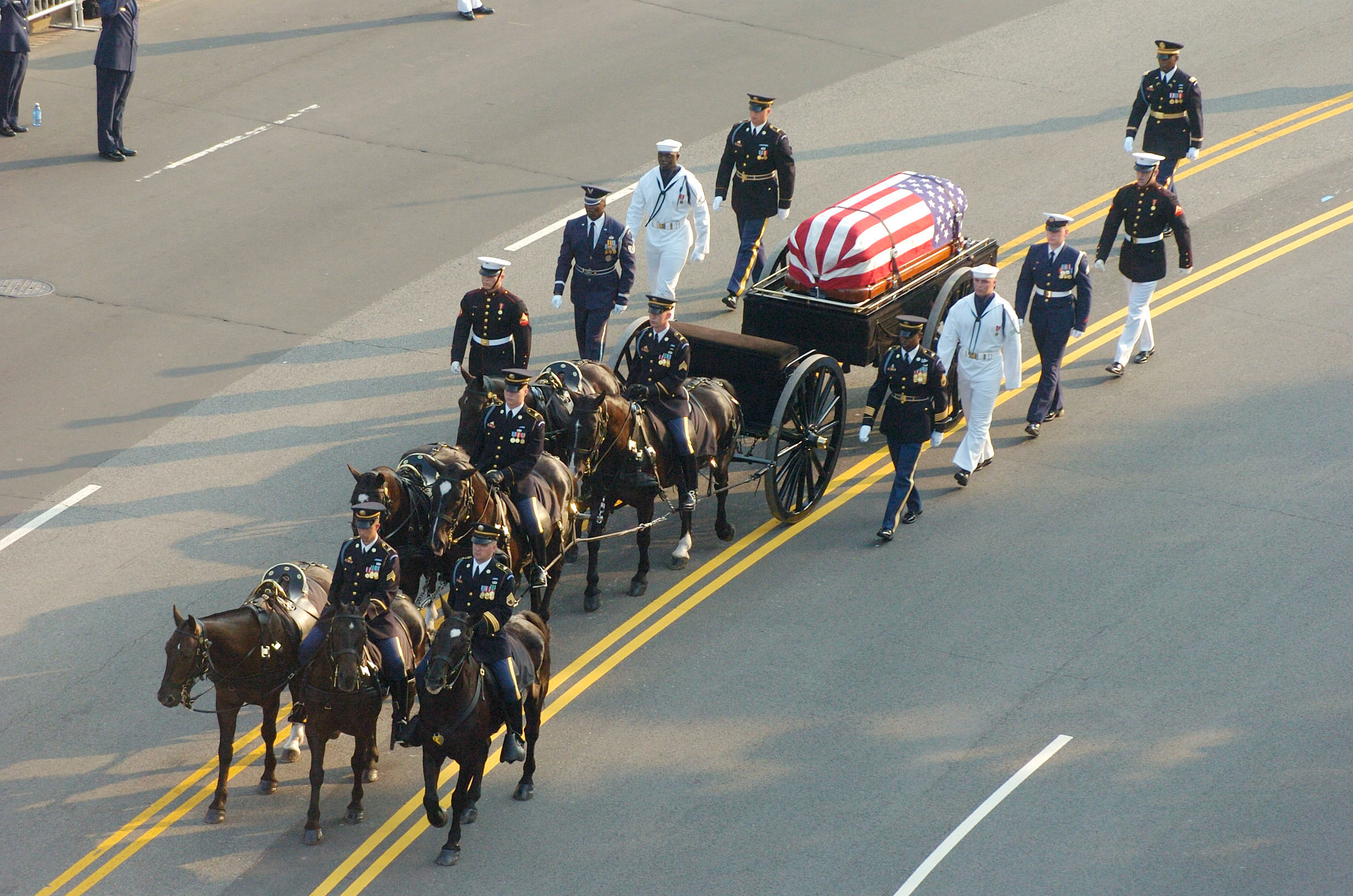
Militärbegräbnis: Der Sarg des ehemaligen US-Präsidenten Ronald Reagan wird auf einer Geschützlafette durch Washington, D.C. gefahren

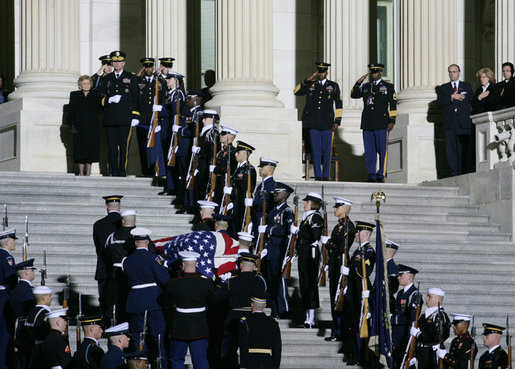
Militärbegräbnis: Der Sarg des ehemaligen US-Präsidenten Gerald Ford wird von Angehörigen aller fünf US-Teilstreitkräfte durch ein Ehrenspalier unter präsentiertem Gewehr zur Aufbahrung ins Kapitol getragen.

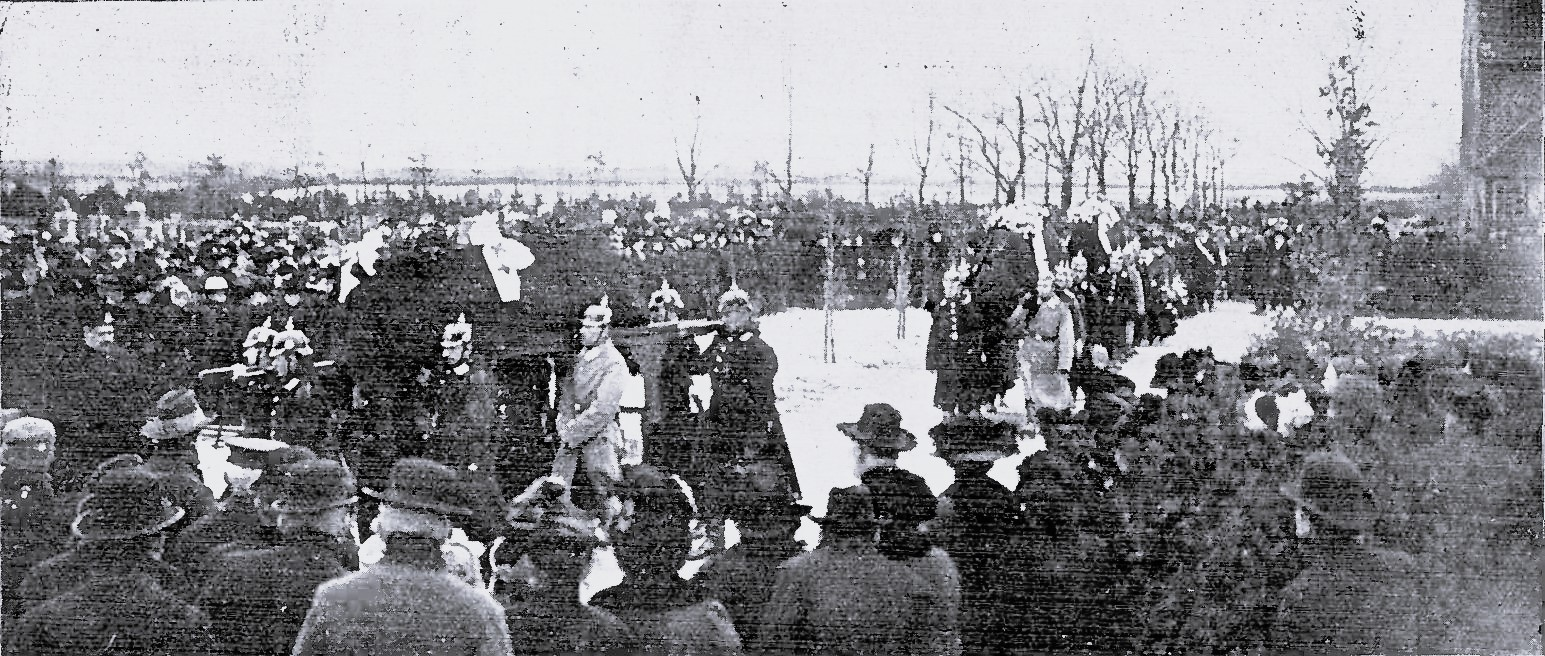
Bestattung gefallener deutscher Soldaten zu Beginn des Ersten Weltkriegs.

Unter einem Begräbnis mit militärischen Ehren versteht man die Gestaltung einer Trauerfeier bzw. einer Beerdigung durch Angehörige des Militärs. Die Abläufe eines solchen Begräbnisses sind länderspezifisch und den jeweiligen Militärtraditionen gemäß festgelegt. Das Begräbnis mit militärischen Ehren ist in Deutschland üblicherweise auch Teil eines Staatsbegräbnisses, sofern die Angehörigen dies nicht ausdrücklich ablehnen.

## Militärbegräbnisse in Deutschland

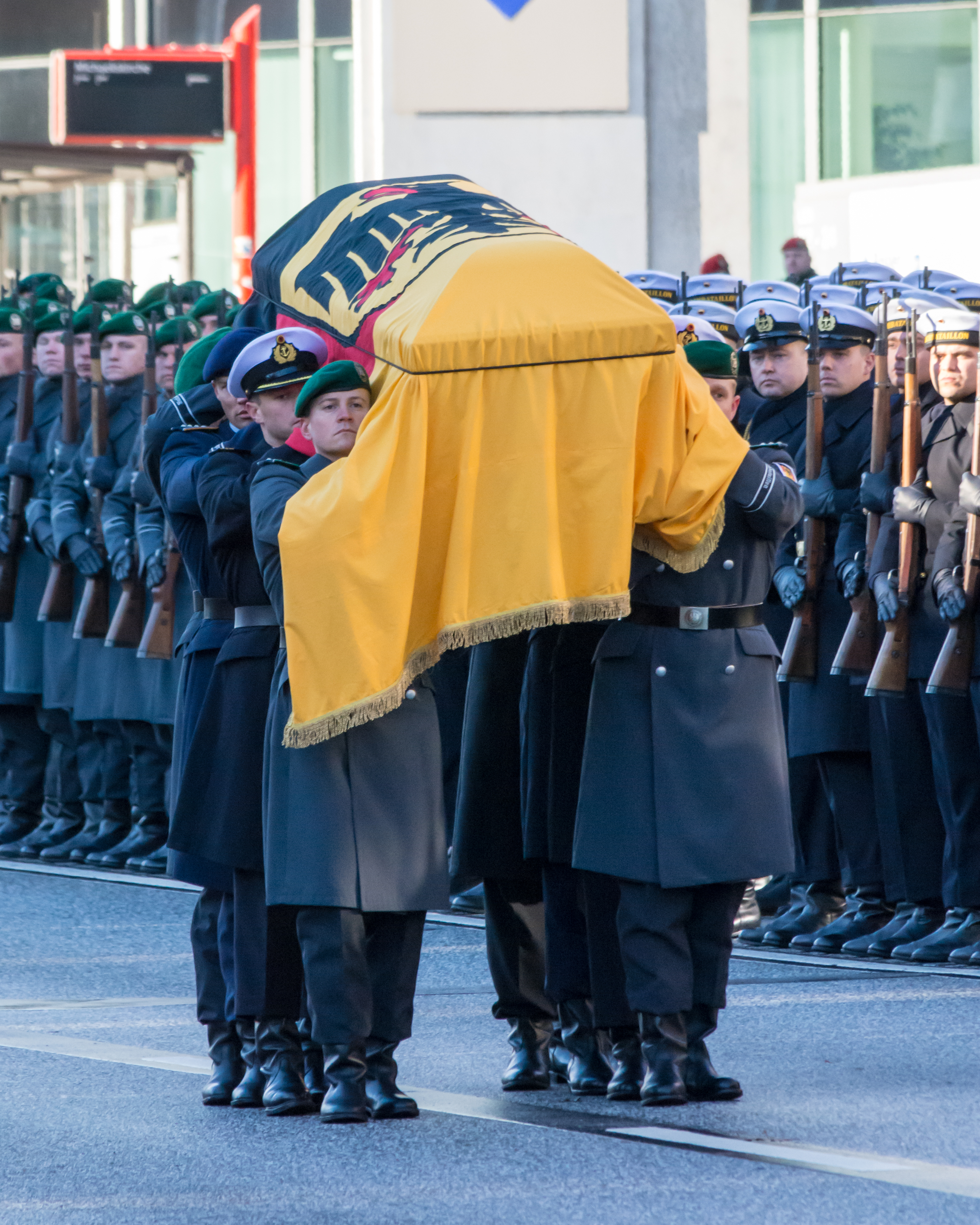
Großes Ehrengeleit für Helmut Schmidt durch das Wachbataillon der Bundeswehr

Anspruch auf ein Begräbnis mit militärischen Ehren haben bzw. hatten in Deutschland vor allem:
- Verstorbene, denen ein Staatsbegräbnis zusteht
- in und außer Dienst verstorbene, tödlich verunglückte oder im Ausland gefallene Soldaten der Bundeswehr
- Personen, die durch im Dienst befindliche Soldaten oder zivile Mitarbeiter der Bundeswehr oder durch Wehrmaterial ums Leben gekommen sind
- verstorbene ehemalige Berufssoldaten der Bundeswehr, der Wehrmacht, der Reichswehr und der Armeen und Marine des Kaiserreiches
- verstorbene Inhaber/Träger höchster Verdienst-/Tapferkeitsauszeichnungen.

Die militärischen Ehren bei Trauerfeiern werden nur auf Wunsch der nächsten Angehörigen des Verstorbenen erwiesen. Ist der Tod im Zusammenhang mit einem vom Verstorbenen begangenen Verbrechen eingetreten, oder besteht hinreichender Verdacht auf Beteiligung an einem Verbrechen, werden keine militärischen Ehren erwiesen.
Der Umfang des militärischen Zeremoniells bei einer Trauerfeier ist in einer Zentralen Dienstvorschrift festgelegt. Es wird zwischen Abordnung, kleinem und großem militärischen Ehrengeleit unterschieden:
- Die Abordnung setzt sich aus einem Offizier (möglichst Disziplinarvorgesetzter des Verstorbenen), einem Unteroffizier, einem Mannschaftsdienstgrad und gegebenenfalls zwei Soldaten als Kranzträgern zusammen.
- Das kleine Ehrengeleit umfasst neben der Abordnung sechs Soldaten als militärische Totenwache (möglichst aus der Dienstgradgruppe des Verstorbenen), einen Trommler, einen Trompeter und gegebenenfalls einen Soldat als Ordenskissenträger.
- Das große Ehrengeleit kommt für Personen in Frage, die mindestens die Dienststellung eines Kommandierenden Generals (meist Generalleutnant) oder eine vergleichbare Dienststellung innehatten. Es umfasst neben der um einen General verstärkten Abordnung eine Truppenfahne mit Fahnenträger und zwei Begleitoffizieren, einen Ehrenzug (1/3/27), ein Musikkorps sowie Totenwache, Kranzträger und Ordenskissenträger.
- Auf Anordnung des Bundespräsidenten werden Staatsbegräbnisse durchgeführt, für die anstelle des Ehrenzugs ein Bataillon antritt und der Sarg von Offizieren getragen wird.

Der Sarg von Personen, die mit militärischen Ehren beigesetzt werden, wird auf Wunsch der Angehörigen von einer Bundesdienstflagge so bedeckt, dass der Adler nach rechts blickend zum Kopf des Verstorbenen zeigt. Auf Höhe des Kopfes des Verstorbenen wird, wenn die Person ein Uniformträger gewesen war, eine Kopfbedeckung (Helm, Schirmmütze, Bergmütze, Barett), Öffnung nach unten, Schirm/Rand zum Kopf des Wappenadlers zeigend auf dem Sarg befestigt. Da nach deutschem Zeremoniell der Sarg mit Flagge in das Grab gesenkt wird, wird eine zweite Flagge zum Zweck der Übergabe an die Hinterbliebenen gesondert mitgeführt.
Fester Bestandteil des Ablaufs ist das Spielen des Liedes vom guten Kameraden beim Senken des Sarges ins Grab bzw. bei Staatsakten nach dem Einsetzen in den Bestattungswagen; anwesende Soldaten erweisen dabei den militärischen Gruß.
Von 2000 bis 2011 hat sich die Bundeswehr mit 68 Ehrengeleiten und 43 Abordnungen an Trauerfeiern von verstorbenen ehemaligen Wehrmachtsangehörigen beteiligt, darunter beispielsweise bei Rudolf Witzig, Michael Pössinger und Erich Topp.
Im Rahmen eines Staatsaktes erhielt zuletzt Generalleutnant a. D. Jörg Schönbohm am 22. Februar 2019 diese Ehrung.

### Militärbegräbnisse bis 1945
Das letzte Militär-/Staatsbegräbnis des Dritten Reiches, an dem der damalige Reichspräsident Karl Dönitz die letzten Worte sprach, erfolgte am 16. Mai 1945 für den zwei Tage zuvor verstorbenen Kapitän zur See Wolfgang Lüth.
Bis 1945 bestand das Militärbegräbnis ebenso wie in anderen Ländern üblich aus dem Trauerzug, bei dem der Sarg auf einer von Pferden gezogenen Geschützlafette transportiert wurde. Als Ehrensignal wurden, je nach Rang des Toten bis zu 21 Salutschüsse abgegeben, z. T. auch mit Kanonen.

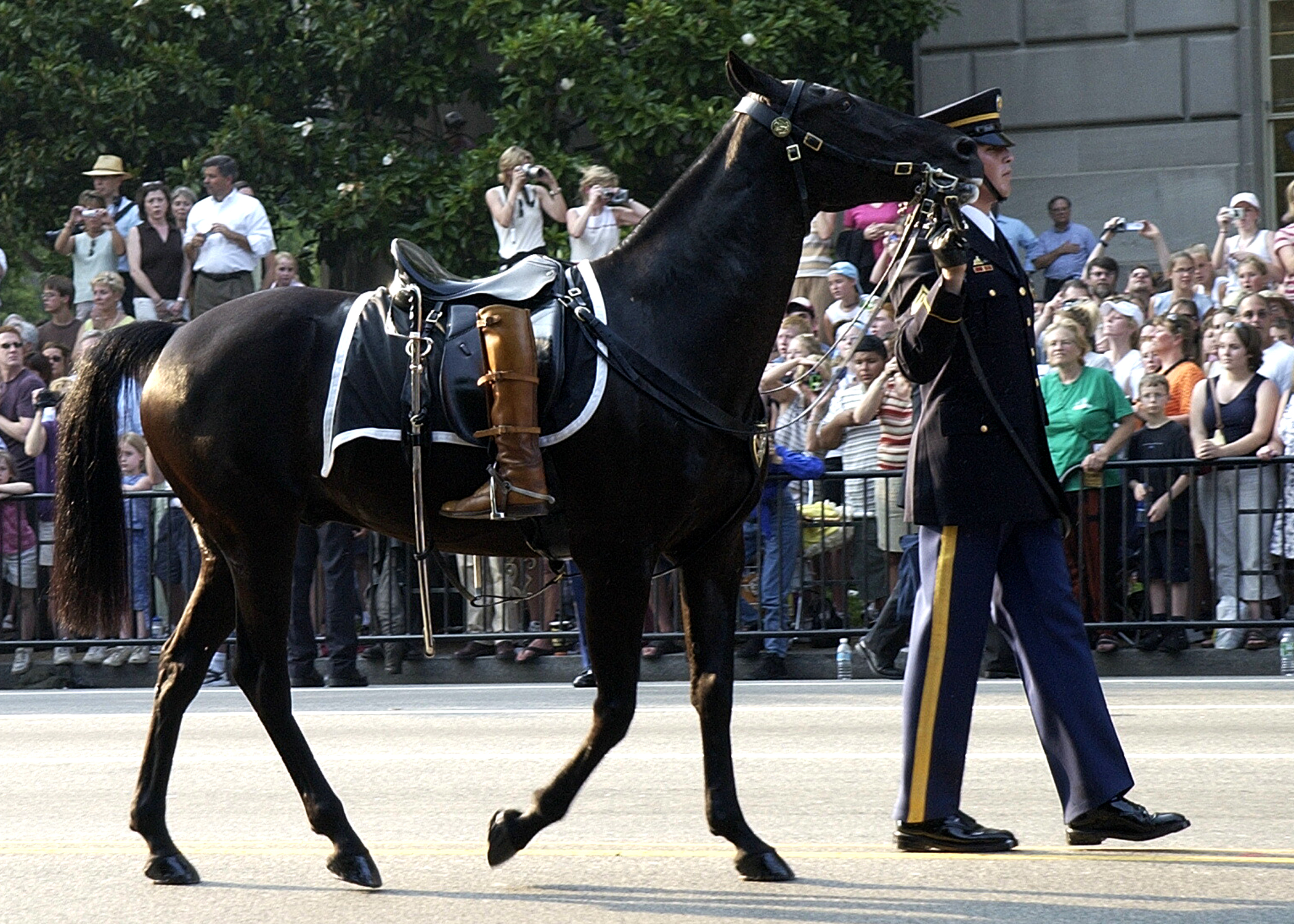
Das reiterlose Pferd namens „Sergeant York“ im Trauerzug von Ronald Reagan, mit Zeremonienschwert am Sattel und den Stiefeln des Präsidenten verkehrt herum in den Steigbügeln

#### Reiterloses Pferd
Bei ranghohen Offizieren war es üblich, ein reiterloses Pferd im Trauerzug mitzuführen. Das war ein gesatteltes Pferd mit verkehrt in die Steigbügel gesteckten Stiefeln. Dies sollte die momentane Führungslosigkeit der betreffenden Einheit symbolisieren.

## Militärbegräbnisse in anderen Ländern

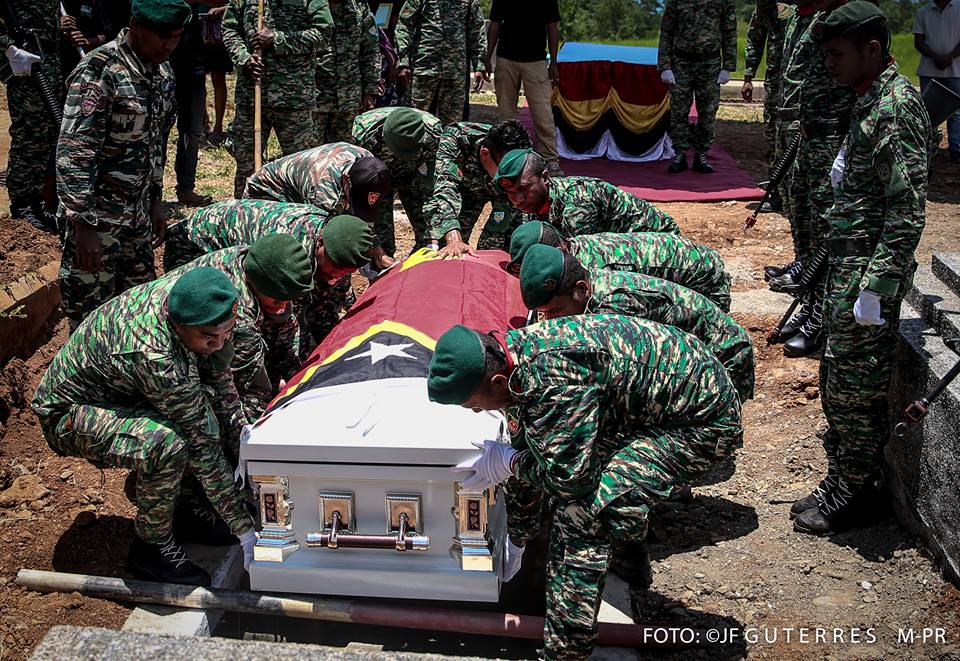
Soldaten tragen am Heldenfriedhof in Metinaro (Osttimor) einen Sarg zu Grabe

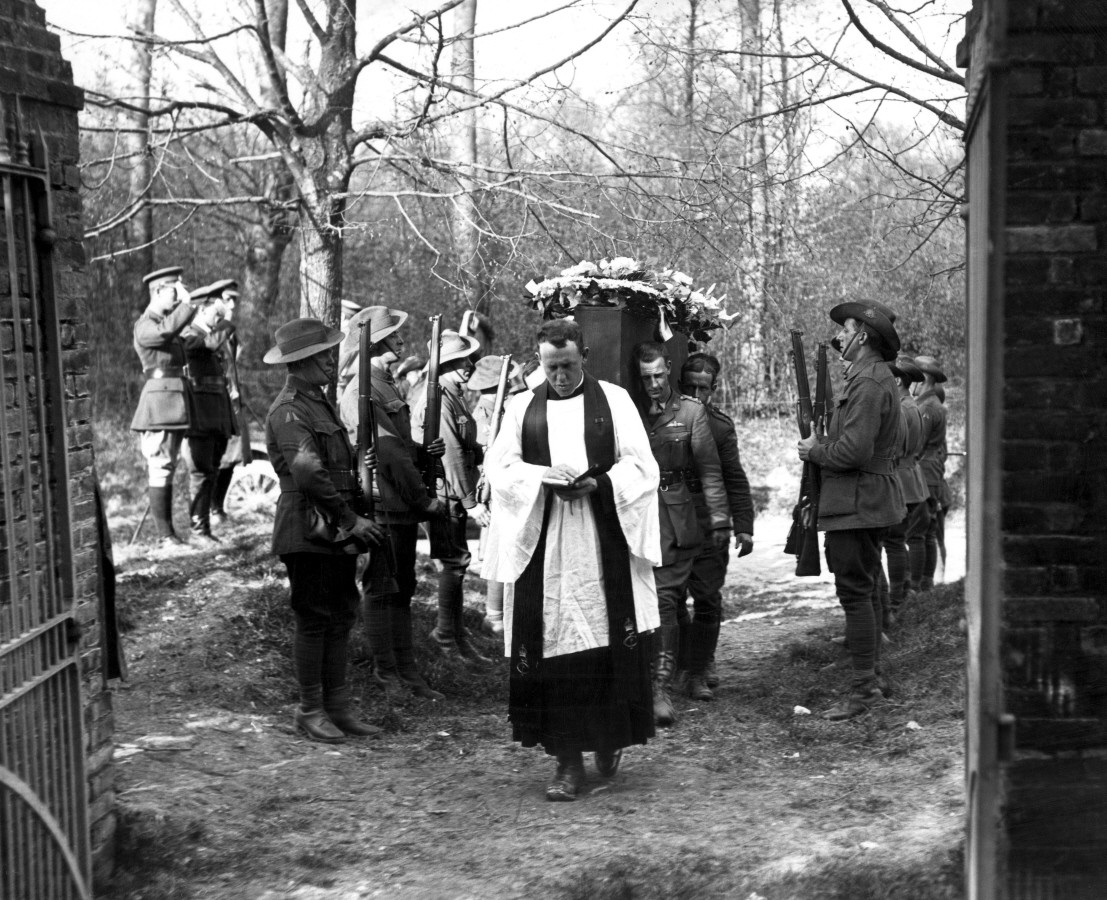
Ehrung des deutschen Fliegeroffiziers Manfred von Richthofen durch australische Soldaten 1918 in Frankreich

- In den USA entspricht der Ablauf von Militärbegräbnissen dem bis 1945 in Deutschland üblichen Verfahren. Als Trauerlied wird in den USA der von einem Solomusiker intonierte Signalruf „Taps“ verwendet. In den USA wird das reiterlose Pferd bei Staatsbegräbnissen noch heute im Trauerzug mitgeführt.
- In Großbritannien ist es üblich, beim Vorbeitragen des Sarges an der Ehrenformation die Waffe verkehrt herum zu halten, diese Tradition ist auch aus anderen Ländern bekannt. Als Trauerlieder werden der Signalruf „The Last Post“ verwendet, gefolgt von „Reveille“.
- Viele Länder kennen für den militärischen Trauerzug auch besondere Formen des Gleichschritts, so zum Beispiel in Russland eine sehr langsame, gesetzte Form des Stechschritts. In Österreich wird – insbesondere bei Begräbnissen von Bundespräsidenten – der vom Gardebataillon angewandte langsame Paradeschritt als Konduktschritt bezeichnet.[2]
- Beim Abmarsch der militärischen Abteilungen von der Trauerfeier werden oft nicht mehr Trauermärsche, sondern übliche Militärmärsche als Zeichen eines zukunftsgerichteten Denkens gespielt.

## Geschichte
Bereits der römische Schriftsteller Vergil schildert, dass im 1. Jahrhundert v. Chr. einem Gefallenen Helm und Waffen nachgetragen worden seien. Seine Kameraden trugen ihre Waffen verkehrt herum. Das fand im Mittelalter seine Entsprechung, wenn Schilde mit der Spitze nach oben geführt wurden, wie es Wolfram von Eschenbach um 1200 im Parzival berichtet.